# Chu Lượng
NSƯT Chu Lượng, sinh ngày 10/12/1960 tại Hà Nội, là một Đạo diễn, Biên kịch, Nhà tạo hình, Nghệ sĩ sân khấu, Diễn viên, Họa sĩ và là Nghệ sĩ ưu tú nổi bật trong nền nghệ thuật Việt Nam. Ông đã tốt nghiệp khoa hội hoạ - Trường Nghệ thuật Tây Bắc và lớp đào tạo diễn viên múa rối nước - Bộ Văn Hóa Thể thao và Du lịch Việt Nam, đồng thời đạt học vị thạc sĩ lý luận phê bình, sân khấu từ Đại học Sân Khấu Điện Ảnh Hà Nội. Chu Lượng không chỉ thành công trong sự nghiệp múa rối, sân khấu, hội họa mà còn giảng dạy, đào tạo, xuất bản sách, có đóng góp lớn trong việc giảng dạy và đào tạo thế hệ nghệ sĩ trẻ.

## Sự nghiệp múa rối

Chu Lượng là một nghệ sĩ nổi tiếng trong lĩnh vực rối nước và rối cạn, với sự nghiệp gắn bó chặt chẽ với việc bảo tồn và phát triển nghệ thuật múa rối truyền thống của Việt Nam. Ông đã tự rèn luyện và truyền đạt kiến thức về nghệ thuật múa rối thông qua những phương pháp giảng dạy thực tế. Với lòng nhiệt huyết, ông không ngừng đóng góp vào việc duy trì và phát huy nghệ thuật rối nước, đặc biệt trong bối cảnh hội nhập quốc tế khi nghệ thuật này đối diện với nguy cơ mai một. Chu Lượng đã tích cực tham gia vào các chương trình giao lưu văn hóa quốc tế, mang đến sự hiện diện của múa rối Việt Nam trên các sân khấu toàn cầu. Ông đã giới thiệu 16 trò rối nước cổ truyền đến nhiều châu lục như Á, Âu, Mỹ, Phi và Úc, trong đó có những điểm đến quan trọng như Pháp, Iran, Mỹ, Brazil, và Ai Cập. Nhờ những nỗ lực của ông, giá trị văn hóa và nghệ thuật của múa rối nước Việt Nam đã được cộng đồng quốc tế công nhận và đánh giá cao. Không chỉ là một nghệ sĩ biểu diễn, Chu Lượng còn nổi bật trong vai trò biên soạn, sáng tạo và dàn dựng các tiết mục đặc sắc. Một trong những tác phẩm tiêu biểu của ông là "Bay lên từ mặt nước," một sáng tạo được cảm tác từ nhạc phẩm kinh điển "Hồ Thiên Nga" của Tchaikovsky. Tác phẩm này không chỉ thể hiện sự sáng tạo độc đáo mà còn cho thấy tầm nhìn của Chu Lượng trong việc kết hợp và phát triển nghệ thuật rối nước truyền thống để phù hợp với thế giới hiện đại. Tình yêu của Nghệ sĩ Ưu tú (NSƯT) Chu Lượng với nghệ thuật múa rối xuất phát từ tình cảm với quê hương, con người, văn hóa vùng Đồng bằng Bắc Bộ. Không dừng lại ở việc xây dựng các tích trò, vở rối chất lượng cao, ông đã nâng tầm nghệ thuật múa rối với các triển lãm sắp đặt về rối ở trong và ngoài nước.
Chu Lượng là cái tên quen thuộc đối với những ai yêu nghệ thuật rối nước. Ông đã xác lập kỷ lục Guinness Việt với thành tích: Người sáng tạo nhiều con rối nhất, trong 5 năm đã làm ra hơn một ngàn con rối với màu sắc, chất liệu, kích thước, đề tài... khác nhau, từ hình ảnh người nông dân thuần phác tới nàng công chúa Đại Việt, các vị thần tứ bất tử Việt Nam... Theo thói thường, đáng ra ông phải khoe về chiến công này. Xứ ta vốn chuộng kiểu đứng đầu ồn ào: Bánh chưng to nhất, bánh dày lớn nhất, áo dài dài nhất... thế thì làm được nhiều con rối nhất có tự hào tưng bừng cũng là hợp lẽ. Nhưng Chu Lượng có một sự khiêm nhường của người làm nghề chân chính, ông cho rằng: "đó chỉ là số lượng, có khi người vẽ một ngàn bức tranh cũng chẳng bằng người cả đời chỉ vẽ một bức. Tôi không nghĩ về số lượng, chỉ trăn trở mình đã làm mới được cái gì để nâng con rối lên tầm cao hơn".
Suốt nhiều năm gắn bó với nghề rối, Chu Lượng nhận được rất nhiều huy chương vàng, huy chương bạc của các liên hoan múa rối trong và ngoài Việt Nam, đi diễn trên 30 quốc gia trên thế giới, nhiều lần như Mỹ, Nhật Bản, Ấn Độ; các giải thưởng trao tặng không đếm xuể.

## Giải thưởng và danh hiệu
Trong suốt sự nghiệp của mình, Chu Lượng đã nhận được nhiều giải thưởng và danh hiệu quan trọng. Ông được trao tặng danh hiệu Nghệ Sĩ Ưu Tú vào năm 2012, một sự công nhận cho những đóng góp to lớn của ông cho nghệ thuật Việt Nam. Bên cạnh đó, ông cũng đã nhận được nhiều giải thưởng khác trong nước và quốc tế, khẳng định vị thế của mình trong làng mỹ thuật.
Huy chương vì sự nghiệp văn hóa thông tin năm 2003, Chủ tịch UBND TP Hà Nội tặng bằng khen với thành tích trong các hoạt động " Những ngày Hà Nội – Việt Nam tại Fukuoka" năm 2009, giải vàng cho tiết mục "Linh thiêng hai tiếng Đồng Bào" năm 2012 cùng vô số giải thượng và trao tặng khác...

## Triển lãm
Chu Lượng đã tham gia và tổ chức nhiều triển lãm nghệ thuật trong và ngoài nước, mang đến cái nhìn sâu sắc về văn hóa và con người Việt Nam. Một số triển lãm tiêu biểu của ông bao gồm:
- Triển lãm cá nhân "Nhân gian" với hơn 1000 con rối vào năm 2007 tại Trung tâm mỹ thuật VietArt Hà Nội.[1][2]
- Truyền nghề khôi phục nghệ thuật múa rối truyền thống cho các làng quê Bắc Bộ.
- Triển lãm tại Washington DC - Hoa Kỳ năm 2007, với bộ sưu tập rối nước truyền thống[1].
- Triển lãm tranh chân dung tại Tràng Tiền, Hà Nội năm 2016 với chủ đề "Chu Lượng vẽ - Tràng Tiền."[1][3]
- Cuộc triển lãm "Ánh sáng và Bóng tối" tại Bảo tàng Mỹ thuật Việt Nam năm 2018.
- Triển lãm "Từ chân dung đến chân dung - những người đàn bà tôi vẽ" tại 45 Tràng Tiền năm 2023.[4]

## Tác phẩm nổi bật[5]
- Biên soạn và tạo hình và dàn dựng tiết mục "Bay lên từ mặt nước" cảm tác từ nhạc phẩm nổi tiếng thế giới "Hồ thiên nga" của nhạc sĩ thiên tài Tchaikovsky. Với gợi ý sáng tạo trò diễn mới kế thừa truyền thống rối nước cho tương lai[1].
- Tác giả cuốn sách "Mặt nước, hồn người" - NXB Hội Nhà Văn
- Tác giả cuốn sách "Từ chân dung đến chân dung" – NXB Hội Nhà Văn
- Nhớ về bản Lướt Sơn La
- Ký ức
- Phố nhà chồng
- Cuối thu
- Mẹ chồng
- Đang yêu
- Nắng thu
- Trăng thu
- Xa xăm

## Ảnh hưởng di sản
Học trò của ông là nghệ nhân và đồng thời là trưởng phường rối nước Tế Tiêu, ông Phạm Văn Bằng, con trai cụ Phạm Văn Bể, đã có nhiều đóng góp quan trọng cho nghệ thuật múa rối nước. 
Ngoài ra, nghệ sĩ ưu tú Chu Lượng đã tham gia với vai trò cố vấn chuyên môn trong các liên hoan múa rối nước không chuyên, mang đến những giá trị nghệ thuật sâu sắc và sự hỗ trợ cần thiết cho các chương trình này.

## Hoạt động khác
- Giảng dạy: Tham gia giảng dạy ở Trường Sân khấu Điện ảnh Hà Nội về bộ môn múa rối nước...
- Vẽ tranh
- Xuất bản sách